# Love Is in the Air (album)
Love Is in the Air è il quarto album in studio del cantante australiano John Paul Young, pubblicato il 30 ottobre 1978.

## Tracce

### Edizione australiana
Lato A
1. The Day That My Heart Caught Fire – 2:55
2. Fool in Love – 3:00
3. Open Doors – 5:00
4. Lost in Your Love – 3:05
5. Red Hot Ragtime Band – 4:34

LatoB
1. 12° Celsius – 3:51
2. Lazy Days – 3:29
3. Love Is in the Air – 3:28
4. It's All Over – 2:45
5. Lovin' In Your Soul – 4:14

### Edizione internazionale
Lato A
1. Lost In Your Love – 3:05
2. Fool In Love – 3:00
3. Red Hot Ragtime Band – 4:34
4. Open Doors – 5:00
5. Lovin' Your Soul – 4:14

LatoB
1. The Dat That My Heart Caught Fire – 2:55
2. Lazy Days – 3:29
3. Good Good Good – 3:59
4. 12 Degrees Celcius – 3:51
5. It's All Over – 2:42
6. Love Is in the Air – 3:27